# 摩爾大蘇鐵
摩爾大蘇鐵（學名：Macrozamia moorei）澤米鐵科大澤米屬下的一個物種，原產於澳洲昆士蘭，摩爾大蘇鐵是世界上最大的蘇鐵之一。該物種被悉尼皇家植物園主任費迪南德·馮穆勒描述於1881年。

## 形態
摩爾大蘇鐵高可達7米，樹幹直徑達50至80厘米，外形為棕櫚形，莖單生，葉為羽狀，簇生於主幹頂端，幼葉淡綠色，成年後呈深綠色至灰綠色，葉片長1至2.5米，小葉稍向下彎曲，基部的葉片為刺狀。
雌雄異株，雄花呈彎曲圓柱形，初開時為乳白色，後為淡黃色，漸變為綠色。花期為4月中下旬至5月上旬。它是世界上最大的蘇鐵之一，具有較高的觀賞價值，適合於庭園或公園內種植供觀賞。

## 外部連結
- The Cycad Pages: Macrozamia moorei
- Macrozamia moorei F.Muell.
- PACSOA: Macrozamia moorei （页面存档备份，存于）